# Playa Parant
Playa Parant es una localidad balnearia uruguaya del departamento de Colonia.

## Ubicación
El balneario se encuentra situado en la zona sureste del departamento de Colonia, sobre las costas del Río de la Plata, y al oeste de la ruta 51. Limita al oeste con el balneario Playa Azul y al este con el balneario Playa Fomento.

## Población
Según el censo del año 2011 el balneario contaba con una población permanente de 45 habitantes, número que se ve incrementado en los meses de verano debido al turismo.
| 14            | 27 | 23 | 45 |
| (Fuente: INE) |    |    |    |